# Bulinus hightoni
Bulinus hightoni é uma espécie de gastrópode da família Planorbidae.
É endémica do Quénia.
Os seus habitats naturais são: rios, rios intermitentes e áreas húmidas dominadas por vegetação arbustiva.
Está ameaçada por perda de habitat.